# Jüdischer Friedhof (Stadtlengsfeld)

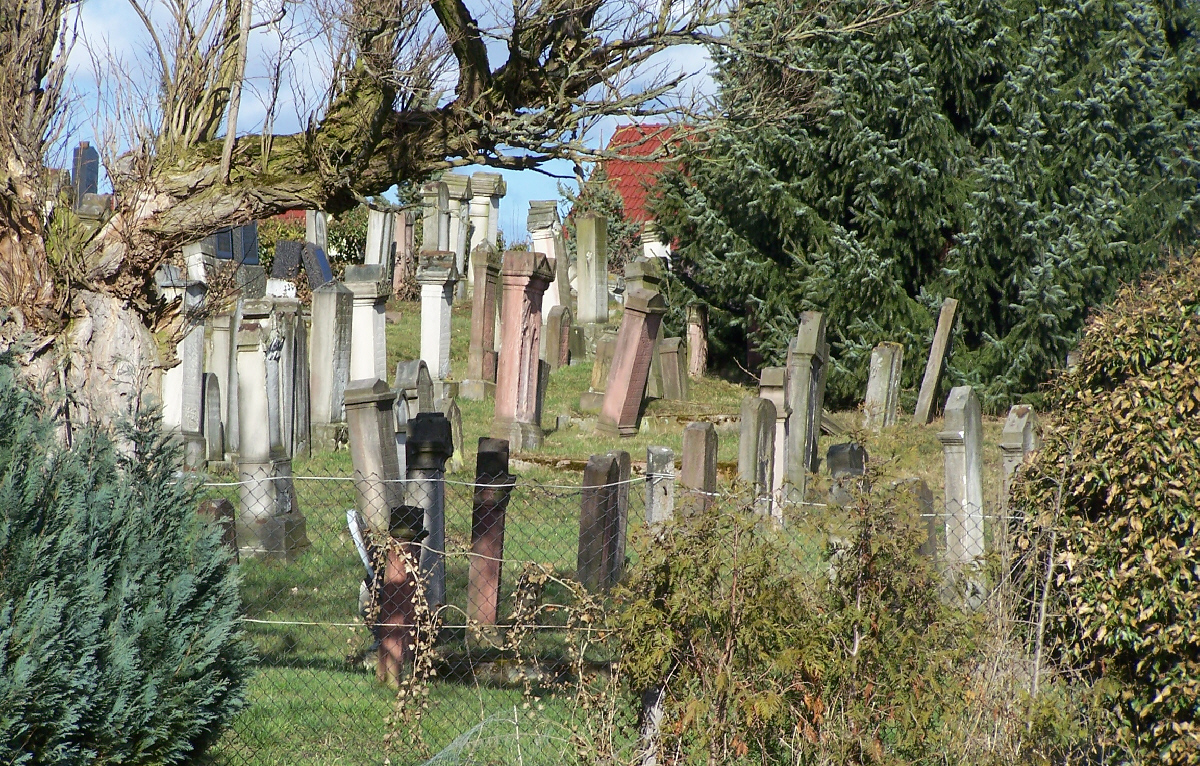
Jüdischer Friedhof in Stadtlengsfeld

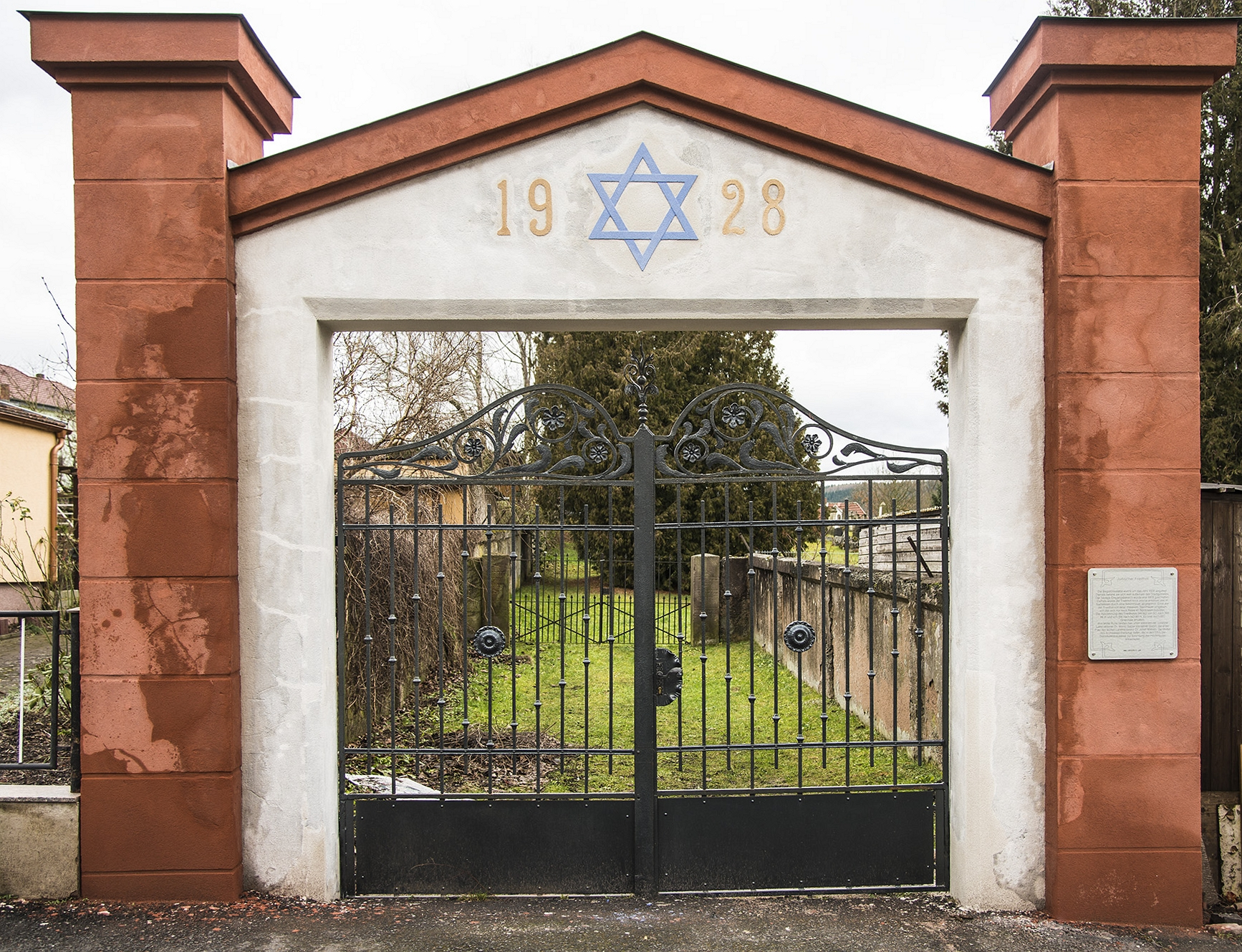
Das Eingangsportal wurde 1928 errichtet

Der Jüdische Friedhof Stadtlengsfeld in Stadtlengsfeld im Wartburgkreis in Thüringen wurde vermutlich um 1730 angelegt und soll bis 1930 genutzt worden sein.
Die jüdische Gemeinde in Stadtlengsfeld entstand im 18. Jahrhundert. Hierbei wurde auch ein eigener Friedhof angelegt. Mit über 600 erhaltenen Grabsteinen ist er einer der größten jüdischen Friedhöfe in Thüringen. Am 9. November 1938 wurde der Friedhof geschändet. Unter anderem wurde am Eingangsportal der Davidstern inmitten der Jahreszahl 1928 herausgeschlagen.
Der Friedhof befindet sich von außen nicht einsehbar im Südteil von Stadtlengsfeld und ist verschlossen, Besichtigungen ermöglicht die Stadtinformation. Die Torseite des Friedhofes liegt an der Straße Roter Graben.